# Cudowna melina
Cudowna melina – satyryczna powieść społeczno-polityczna Kazimierza Orłosia, wydana w 1973 r. przez emigracyjny Instytut Literacki w Paryżu. Pierwsze wydanie krajowe ukazało się w 1989 r. nakładem Wydawnictwa Iskry.

## Historia
W wydanej później Historii «Cudownej meliny» autor pisał, że książka powstała „jakby pod presją wydarzeń grudniowych (bunt robotników na Wybrzeżu w 1970). Opisałem zjawiska, które między innymi doprowadziły do protestów robotniczych; całkowitą samowolę władzy, bezkarność jej przedstawicieli, korupcję, alkoholizm i tak dalej. Opisywałem (...) ‘miniony okres’, dawne błędy, ludzi, którzy odeszli wraz z ekipą Władysława Gomułki”.
Fabuła oparta była na prawdziwych wydarzeniach – aferze gospodarczej, w której prowincjonalni działacze szmuglowali do Polski czosnek z Czechosłowacji.
Książka ta była przeznaczona dla czytelnika krajowego, lecz złożoną w „Czytelniku” powieść zatrzymała cenzura. Wtedy autor zdecydował się wydać ją w Instytucie Literackim w Paryżu, jako jeden z pierwszych pod własnym nazwiskiem. Decyzja spowodowała wydalenie autora z pracy i całkowity zakaz druku nałożony na jego utwory. W konsekwencji Kazimierz Orłoś był zmuszony opuścić Warszawę, gdzie mieszkał i pracował, a kolejne lata spędził na wielkich budowach nad Soliną. Do 1989 r. publikował tylko w wydawnictwach podziemnych.

### Historia «Cudownej meliny»
W 1987 r., także w Instytucie Literackim w Paryżu, ukazała się Historia «Cudownej meliny» – dokument o perypetiach związanych z publikacją powieści w latach 70. Orłoś otrzymał za tę książkę Nagrodę Kulturalną „Solidarności” w 1990 r.

## Fabuła
W małym miasteczku na południu Polski (wg Piotra Kuncewicza pierwowzorem był Sanok) idealistycznie nastawiony przewodniczący Rady Narodowej walczy z kliką miejscowych notabli kierowaną przez sekretarza PZPR, która prowadzi de facto działalność przestępczą. Gdy w mieście zjawia się nieznany mężczyzna, który okazuje się kolegą przewodniczącego, ten, próbując zdemaskować sitwę, przedstawia go jako dziennikarza przysłanego „z centrali”, który ma napisać reportaż o miasteczku. Intryga mająca doprowadzić do zdemaskowania nadużyć jednak się nie udaje. Przybyszowi zostają przyznane przywileje, a przewodniczący zostaje wygnany z miasta. Na jego miejsce trafia człowiek podporządkowany skorumpowanemu sekretarzowi.

## Odbiór
Książka otrzymała w 1974 r. Niezależną Nagrodę Literacką Prozaików. Została przetłumaczona na języki francuski i rosyjski (tł. Natalja Gorbaniewska).
Gustaw Herling-Grudziński określił powieść mianem „lekko podbeletryzowanym reportażem-dochodzeniem”, który cechuje „czytankowa niemal prostota”, ale „kryje się za nią coś więcej. Od dawna nie słyszało się u pisarza krajowego takiej nuty «troski obywatelskiej»”.
Piotr Bratkowski ocenia, że powieść „od książek, które w tym samym czasie ukazywały się w kraju, różni się – pozornie – bardzo niewiele”. (...) Ale w konsekwencji to te drobiazgi właśnie – fakt, że czarnym charakterem może być sekretarz, fakt, że klika, jako zasada systemu, okazuje się silniejsza od rozmaitych szlachetnych intencji – przesądziły, iż tamte książki czy filmy były nie tylko wydawane, lecz – lansowane, zaś Cudowna melina, ukazała się za granicą”.
Piotr Kuncewicz pisze, że powieść jest „mocno szydercza”, zaś fabuła jest pretekstem służącym „opisowi groteskowej i bagnistej zarazem rzeczywistości prowincjonalnej”, w której ówcześni decydenci „dostrzegli wymiar symboliczny”.
W recenzjach krajowych (Jerzy Grzymkowski w artykule Popluwanie, „Barwy” Mazowiecki miesięcznik społeczno-kulturalny, nr 5(55)/1973) książka została określona jako „antynarodowa”, „antypolska” i wymierzona w „ludzi, którzy na co dzień, z wysiłkiem, samozaparciem budują gmach, któremu na imię Ojczyzna”.